# Préludes de Rachmaninov
Pour les articles homonymes, voir Préludes pour piano.

Les Préludes de  Sergeï Rachmaninov (1873-1943) constituent l'ensemble des préludes pour piano composés par le pianiste et compositeur russe Sergueï Rachmaninov.
Rachmaninov a écrit trois séries de préludes, le célèbre prélude en do dièse mineur op. 3 n°2 en 1892, l'opus 23 en 1901-1903 et l'opus 32 en 1910.
Au total, 24 préludes, écrits dans toutes les tonalités majeures et mineures et répondant ainsi, aux 24 préludes de Frédéric Chopin. La filiation est d'autant plus évidente que l'op. 22 de Rachmaninov n'est autre que les Variations sur un thème de Chopin, en l'occurrence du 20e prélude. L'inspiration de son op. 23, bien qu'écrite au début du XXe siècle, reste d'ailleurs toute empreinte de romantisme, proche du style chopinien.
Les préludes de Rachmaninov n'ayant pas de structure les reliant (contrairement aux préludes de Chopin suivant le cycle des quintes), Rachmaninov prend l'habitude de ne jouer qu'une sélection de ses préludes.

## Introduction

### Genre du prélude
Rachmaninov nous rappelle de quelle façon il conçoit le genre du prélude : 

« Le prélude est une forme de musique absolue, destinée comme son nom l’indique, à être jouée avant un morceau de musique plus important ou comme introduction à une certaine fonction. La forme s’est toutefois étendue à de la musique tout à fait indépendante. Mais aussi longtemps que ce nom sera donné à un morceau de musique, l’œuvre devra, dans une certaine mesure, satisfaire à la signification de ce titre. »

Pourtant, cette conception de « prélude » n'est pas respectée, ni aujourd'hui ni du temps de Rachmaninov : le prélude op. 23 no 10 est un véritable nocturne ; le 6e du même cahier, une Romance. En outre, Rachmaninov jouait son prélude en ut dièse mineur en bis, et des préludes comme les 5e et 12e de l'op. 32 sont souvent joués aujourd'hui comme tels…

### Inspiration
Youri Glebov dit en parlant des préludes, qu'ils représentent « le sol originel russe… d’un paysage authentiquement russe, non pas imaginé par un esprit enclin ou pittoresque, mais perçu par l’âme sensible du musicien », ceci étant le cas pour l'op. 23 et à plus forte raison pour l'op. 32.

## Préludeop.3no2 enutdièse mineur,Lento - Agitato

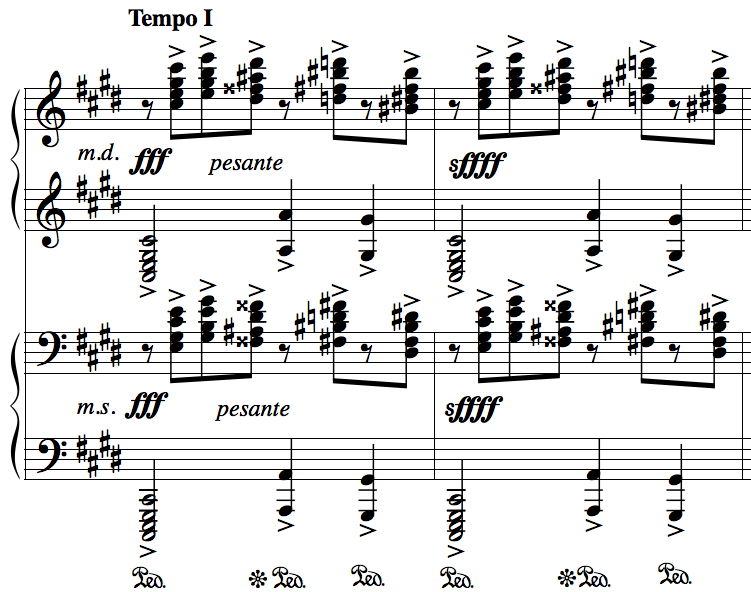
Le thème, massif, du Prélude en do dièse mineur.

Extrait des 5 morceaux de fantaisie op. 3, le Prélude op. 3 n° 2 en do dièse mineur est une des pièces pour piano les plus célèbres de Rachmaninov, qui figure aussi parmi les premières écrites par le compositeur.
Rachmaninov explique plus tard avec ironie, ce qui l'inspira pour la composition du prélude : « Quarante roubles. Mon éditeur m'en avait offert deux cents pour cinq morceaux pour piano et le prélude était un des cinq. »
Il est en do dièse mineur (quatre dièses à l'armure), de mesure 
, comme d'ailleurs le sont un nombre considérable de pièces pour piano de Rachmaninov, contrairement à Scriabine, qui utilise des mesures moins courantes telles que 
, 
 ou 
 et chez qui, il est assez rare de trouver des mesures simples.
Le prélude est de structure « A–B–A' » : 
- un thème en accords joué par les deux mains dans la première partie, « A » (Lento),
- de larges arpèges ternaires de la main droite sur des basses à la main gauche dans la deuxième partie, « B » (Agitato),
- et reprise du thème « A » aux deux mains, mais de façon plus développée dans la troisième partie, « A' » : les accords sont plus riches, plus lourds et joués ƒƒƒ (triple forte) voire ƒƒƒƒ (quadruple forte) ; l'écriture présente un système à deux portées pour chaque main (deux clés de sol à jouer à la main droite et, selon les passages, deux clés de fa à jouer à la main gauche ou une clé de sol et une clé de fa). Le thème apparaît beaucoup plus démonstratif et déclamatoire ; c'est sans doute cette force qui nécessite une bonne endurance de la main. L'intensité diminue brusquement sur deux mesures et le morceau s'achève sur des accords de plus en plus calmes, qui évoquent des cloches (comme en « A »), une des grandes caractéristiques de l'écriture pianistique de Rachmaninov.

Cette pièce a été composée en 1892, alors que le jeune Rachmaninov (19 ans) entamait une carrière de virtuose. La célébrité de ce prélude a démarré du vivant même de Rachmaninov, qui pourtant ne le tenait pas spécialement en estime : le public le poussait souvent à le jouer en bis à la fin de ses récitals. Il montait alors sur scène, jouait le prélude rageusement et repartait dans les coulisses tout de suite après[réf. nécessaire]. Bien que non virtuose et parmi les pièces les plus faciles de Rachmaninov, son exécution n'est pas aisée malgré le tempo lent : l'exécution du thème en accords nécessite une bonne force et une bonne coordination dans les doigts et une bonne assise de la main (surtout les doigts externes annulaire et auriculaire) pour atteindre, sans quitter le clavier, toutes les notes de l'accord simultanément. De plus, main droite et main gauche se chevauchent en permanence dans la première partie, ce qui complique (mais pas considérablement malgré tout) la tâche. Le morceau paraît assez éprouvant à jouer, mais ce n'est qu'apparence. De plus, il n'est pas nécessaire d'avoir des mains spécialement grandes pour le jouer, les accords ne dépassant pas l'octave.
La popularité du prélude est telle qu'un journal anglais écrivit (nous sommes alors en 1922) : « Ce serait un énorme plaisir d'entendre ce pianiste fin et singulièrement modeste dans une petite salle d'où tous les « maniaques du prélude » auraient été refoulés… »
Cette vexation morale (Rachmaninov trouve ce morceau beaucoup trop reconnu pour ce qu'il est) est doublée d'une vexation matérielle, l'auteur ayant oublié de le mettre sous copyright, il n'en fit aucun bénéfice !
Rachmaninov était un amateur de cinéma ; lors d'une visite avec Vladimir Horowitz aux studios Walt Disney, il visionna un film de Mickey, The Opry House, dans lequel la souris joue le rôle d'un pianiste, interprétant le célèbre prélude : « J'ai entendu mon inévitable prélude défendu par quelques-uns des meilleurs pianistes, cruellement massacré par d'autres, mais aucune interprétation ne m'a jamais autant remué que celle du grand maestro Mickey Mouse ».

## Dix préludesop.23
1900 marque pour le compositeur la fin d'une période dépressive, favorisée par le relatif échec de sa Première symphonie. Cette année marque un certain renouveau grâce à l'écriture de son second concerto pour piano et de toute une série de partitions dont fait partie son op. 23.
Rachmaninov écrit ses premiers préludes op. 23 en 1903 (sauf op. 23 no5) soit peu après son mariage avec Natalia Satine. La création a été faite le 10 février 1903 par le musicien lui-même, à Moscou. Il en complète la série peu après et publie le tout la même année.
L'opus 23 est composé de 10 courtes pièces et sa durée d'exécution totale demande environ une demi-heure. Il est dédié à Alexander Siloti, l'un des professeurs de piano du compositeur, qui l'a soutenu financièrement et qui fut l'un des témoins de son mariage.

### Préludeop.23 no1 enfadièse mineur,Largo
Une œuvre morose et poétique. Heinrich Neuhaus le considère comme le meilleur du recueil. « On y ressent la fraîcheur d'une soirée russe, au bord d'un étang d'où s'élève le brouillard. Ambiance lévitanienne ».

### Préludeop.23 no2 ensibémol majeur,Maestoso

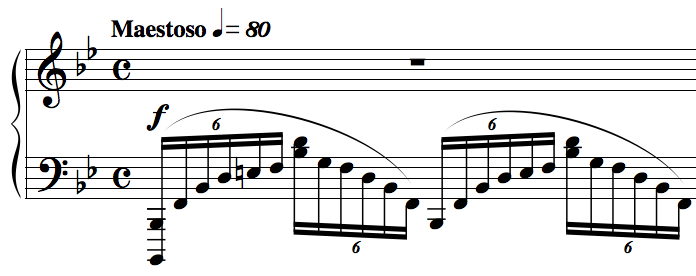
La texture lourde du prélude op. 23 n°2 en si bémol majeur

Ce prélude est souvent joué pour sa virtuosité.

### Préludeop.23 no5 ensolmineur,Alla marcia
L'un des plus connus, ce prélude a été composé en 1901.

### Préludeop.23 no7 endomineur,Allegro

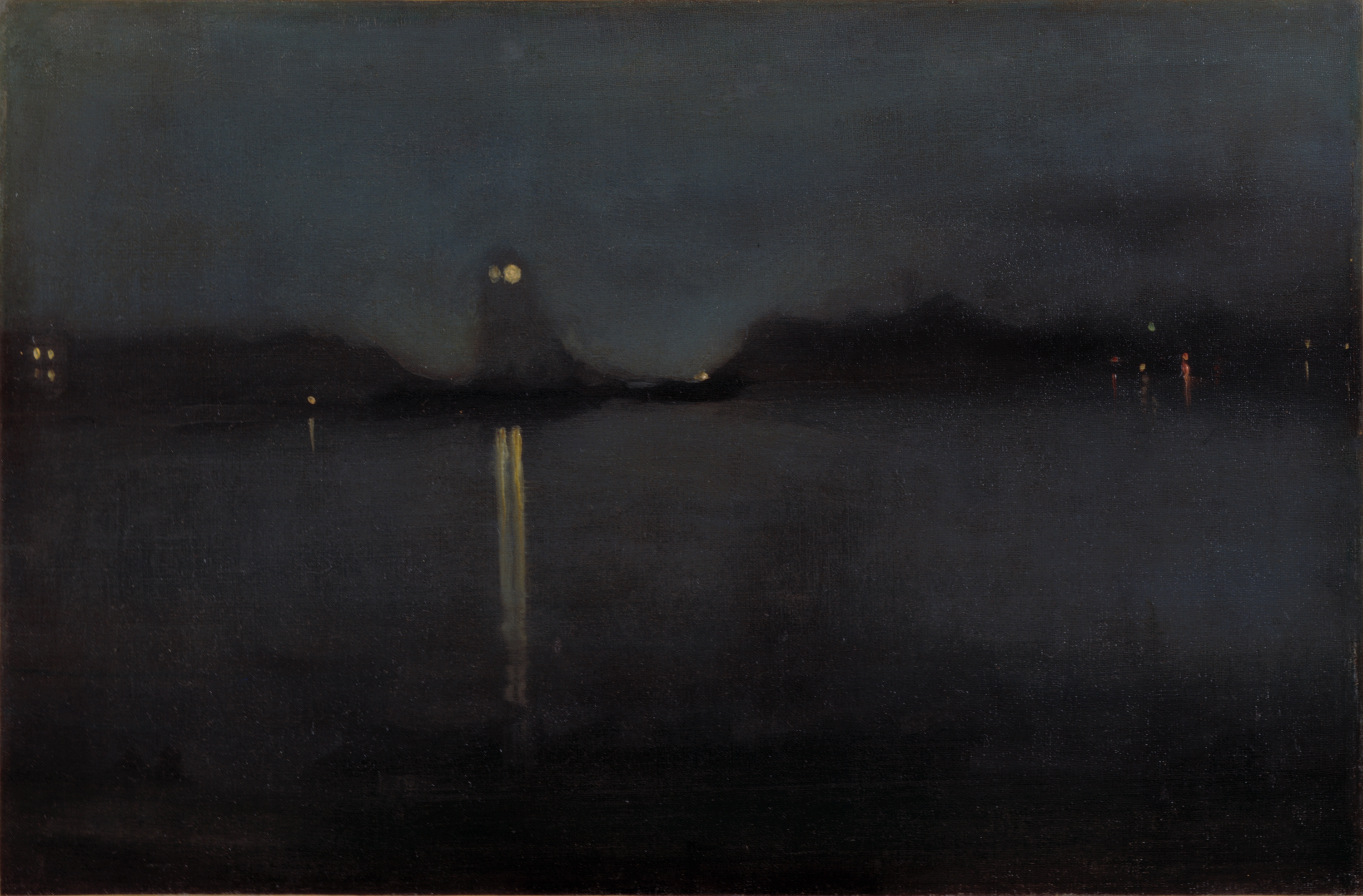
Nocturne par James Abbott McNeill Whistler (1870-1877)

Les notes du prélude en do mineur forment une spirale tout au long du morceau qui fait penser aux Variations sur un thème de Chopin du même compositeur. Il s'achève sur les accords de la cadence finale, qui conclut en do majeur.

### Préludeop.23 no10 ensolbémol majeur,Largo
Ce prélude est un vrai nocturne et conclut le recueil avec la tonalité homonyme du premier prélude (en fa dièse mineur).

## Treize préludesop.32
C'est lors de son séjour en Amérique (1909) que Rachmaninov compose « de tête » les préludes op. 32. À son retour en Russie, il doit encore faire découvrir son troisième concerto pour piano. C'est seulement après cela que Rachmaninov pu s'atteler à l'écriture de ces préludes, expliquant donc leur rapidité d'écriture : les préludes no 5, 11 et 12 furent achevés la même journée ! Composés en 1910, la première exécution aurait eu lieu le 5 décembre 1910 par le compositeur à Saint-Pétersbourg. Ils seront publiés l'année suivante par Gutheil, en septembre 1911.

### Préludeop.32no1 endomajeur,Allegro vivace
Un prélude vif et assez court.

### Préludeop.32no2 ensibémol mineur,Allegretto
Un prélude à la mélodie endolorie, où la tonalité de si bémol mineur ne se dévoile réellement qu'à la fin du morceau.

### Préludeop.32no10 ensimineur,Lento
Le pianiste Benno Moiseiwitsch rapporte une anecdote amusante sur le prélude en si mineur :

« Tout a commencé lors de mon premier voyage aux USA. Rachmaninov est venu à mon concert et m’a fait plein de compliments. Il m’a dit : « Merci d’avoir joué mon prélude en si mineur. » Je lui ai répondu : « Il se trouve que c’est mon préféré. - C’est aussi mon préféré ! » Cela a créé un lien d’amitié. Je lui ai demandé : « Aviez-vous un programme en tête en composant ce prélude ? - Oui, m'a-t-il répondu de sa voix de basse. J'ai pensé : « Bien, j’ai marqué un point. » Je lui ai dit : « Je sais que votre idée n’est pas la mienne mais je sais que la mienne est correcte. » Lui : « Dites-la moi, je vous dirai la mienne. » On marchande un moment, et finalement, je dis : « Eh bien, moi, c’est une longue histoire … - Alors, dit-il, elle n’a rien à voir avec la mienne car elle ne tient qu’en un seul mot. » Consterné, je me suis assis et j’ai dit : « Pour moi, cela évoque le retour… » Là, il me coupe la parole : « Stop ». Je demande ce que j’ai dit de mal. Il me dit : « C’est ça ! C’est le retour. »

### Préludeop.32no12 en Sol dièse mineur,Allegro
Ce prélude souvent joué en bis pourrait évoquer le réveil de la nature au début du printemps.

## Discographie
Rachmaninov lui-même enregistra quelques-uns de ses préludes : 
- le célèbre prélude en do dièse mineur
- les préludes op. 23 n° 5 et 10
- les préludes op. 32 n° 3, 5, 6, 7 et 12.

Le pianiste russe Sviatoslav Richter en joue treize : op. 23, nos 1, 2, 4, 5, 7 et 8 ; et l'op. 32, nos 1, 2, 6, 7, 9, 10 et 12 (1973, Le Chant du monde, mais d'autres versions chez Olympia, Philips/Decca…). Boris Berezovsky a enregistré une intégrale des préludes.Vladimir Ashkenazy a enregistré l'intégrale des Préludes, qui fait figure de référence (1976, Decca).
On compte également l'intégrale du pianiste bulgare Alexis Weissenberg, peut-être la plus fidèle à l'esprit du compositeur par son approche lyrique sans être mièvre[Selon qui ?], profonde et passionnée, ou encore par son usage des effets et « brusques » changements de tempi, similaires à ceux réalisés par Rachmaninov dans ses enregistrements.